# Бережная (Шангальское сельское поселение)
Бережная — упразднённая деревня в Устьянском районе Архангельской области. в 2024 году включена в состав села Шангалы и исключена из учётных данных.

## География
Находится в южной части Архангельской области на расстоянии приблизительно 9 км на северо-восток по прямой от административного центра района поселка Октябрьский на правом берегу реки Устья.

## История
В 1859 году здесь (деревня Вельского уезда Вологодской губернии) было учтено 19 дворов. До 2022 года входила в Шангальское сельское поселение до его упразднения.

## Население
| 2002 | 2010 | 2012 |
| ---- | ---- | ---- |
| 438  | ↘419 | ↗431 |

Численность населения: 130 человек (1859 год), 437 (русские 99 %) в 2002 году, 419 в 2010.